# Gümüşsuyu, Kilis
Gümüşsuyu là một xã thuộc thành phố Kilis, tỉnh Kilis, Thổ Nhĩ Kỳ. Dân số thời điểm năm 2010 là 27 người.